# Percopsiformes
Els percopsiformes (Percopsiformes) són un ordre de peixos marins teleostis del superordre paracantopterigis, entre els quals s'inclouen les truites-perques i altres similars.

## Sistemàtica
Existeixen només tres famílies enquadrades en dos subordres:
- Subordre Aphredoderoidei
  - Família Amblyopsidae (Bonaparte, 1846) - Peixos de les coves.
  - Família Aphredoderidae (Bonaparte, 1846)
- Subordre Percopsoidei
  - Família Percopsidae (Agassiz, 1850) - truita-perques o perques falses.